# Rovníková Guinea na Letních olympijských hrách 2008
Účast Rovníkové Guineje na letní olympiádě 2008 byla historicky 7. vystoupením státu na olympijských hrách, doposud nezískala žádnou olympijskou medaili. Zemi zastupovali 3 sportovci – José Mba Nchama v judu prohrál zápas v prvním kole, Michandong Reginaldo v běhu na 100 m mužů a Emilia Mikue Ondo v běhu na 800 m žen nepostoupili z rozběhů.